# Liste von Sakralbauten im Kreis Düren

Kreis Düren

Die Liste von Sakralbauten im Kreis Düren ist nach Städten und Gemeinden des Kreises Düren untergliedert.

## Liste
- Liste von Sakralbauten in Aldenhoven
- Liste von Sakralbauten in Düren
- Liste von Sakralbauten in Hürtgenwald
- Liste von Sakralbauten in Heimbach
- Liste von Sakralbauten in Inden
- Liste von Sakralbauten in Jülich
- Liste von Sakralbauten in Kreuzau
- Liste von Sakralbauten in Langerwehe
- Liste von Sakralbauten in Linnich
- Liste von Sakralbauten in Merzenich
- Liste von Sakralbauten in Nideggen
- Liste von Sakralbauten in Niederzier
- Liste von Sakralbauten in Nörvenich
- Liste von Sakralbauten in Titz
- Liste von Sakralbauten in Vettweiß